# 宋曹镇
宋曹镇，是中华人民共和国河北省石家庄市元氏县下辖的一个乡镇级行政单位。

## 行政区划
宋曹镇下辖以下地区：
东岗汪村、王宋村、西解村、宋曹村、大孔村、南苏村、建安村、小孔村、西岗汪村、叩村和东解村。